# Al-Aqsa FC
El Al-Aqsa FC es un equipo de fútbol de Palestina que juega en la Segunda División de Cisjordania, la tercera categoría nacional.

## Historia
Fue fundado en el año 1993 y su nombre está relacionado con la mezquita del mismo nombre. En ese mismo año fue campeón de la Liga Nacional de Palestina, la cual actualmente fue la última temporada en la que se jugó un campeonato de fútbol a escala nacional en el país luego de que la temporada anterior había sido cancelada.
Nueve años después de su fundación, el club participó en la Recopa de la AFC 2001-02, donde venció al Al-Quwa Al-Jawiya en la primera ronda, pero cayendo eliminado en la siguiente fase por el Al-Hilal Saudi FC. También fue el primer equipo del país en participar en la Liga de Campeones de la AFC en la temporada 2002/03, torneo que abandonó cuando iba a enfrentar al Zhashtyk de Kirguistán en la primera ronda clasificatoria. Posteriormente participó en varias ediciones del Campeonato de Clubes Árabes.

## Palmarés
- Liga de Fútbol de Palestina (1): 2002